# 北图卢瓦县
北图卢瓦县（法語：canton du Nord-Toulois）是法国默尔特-摩泽尔省的一个县（省级选区），中央投票站位于利韦丹。